# Okopa
Okopa (niem. Erdmannshof) – kolonia w Polsce położona w województwie warmińsko-mazurskim, w powiecie bartoszyckim, w gminie Bartoszyce. Miejscowość wchodzi w skład sołectwa Wawrzyny. W latach 1975–1998 miejscowość administracyjnie należała do województwa olsztyńskiego.
W 1983 roku był to przysiółek wsi Witki.